# Virtual Game Station
 (juillet 2015).
Si vous disposez d'ouvrages ou d'articles de référence ou si vous connaissez des sites web de qualité traitant du thème abordé ici, merci de compléter l'article en donnant les références utiles à sa vérifiabilité et en les liant à la section « Notes et références ».
Virtual Game Station (VGS ou CVGS) est un émulateur commercial de console PlayStation créé par Aaron Giles et dont le recompilateur CPU a été écrit par Eric Traut, tous deux travaillant pour le compte de Connectix (société rachetée par Microsoft des années après). Ce programme est à l'origine écrit pour fonctionner sur Macintosh mais est porté quelque temps après sur Windows. Sa vente fut stoppée à la demande de Sony.

## Historique
Diffusé à un moment où la PlayStation de Sony était encore à son pic de popularité, Virtual Game Station était le premier émulateur PlayStation multi plate-forme, qui a permis à des jeux de fonctionner à pleine vitesse sur du matériel informatique modeste, et le premier qui a supporté une grande majorité des jeux PlayStation. L'émulateur proposait des graphismes qui pouvaient être exécutées en plein écran et à pleine vitesse ce qui, pour cette époque, était remarquable. L'impact de ce programme a été énorme car il a changé la ludothèque Macintosh disponibles en passant d'un petit nombre de jeux à près de la totalité de la collection de jeux PlayStation. 
VGS a d'abord été créé pour faire fonctionner les jeux Playstation NTSC mais les versions qui suivirent ont augmentée cette compatibilité aux jeux PAL. Les jeux « gravés » (copiés) ne pouvaient pas fonctionner non plus mais c'était sans compter une petite communauté de hackers qui ont libérée des versions modifiées de VGS permettant la lecture de jeux copiés et ce, en ajoutant ou corrigeant un certain nombre de jeux. Et même si Connectix a essayé, tant bien que mal, de contrer ces hacks avec des versions améliorées du programme (principalement la v1.1 et v1.2), le logiciel fut quand même contourné.
C'est là que Sony perçu VGS comme une menace, et déposa une plainte contre Connectix pour violation de copyright. L'affaire a finalement été clôturée en faveur de Connectix, mais ce dernier a été incapable de vendre le logiciel dans l'intervalle parce que Sony avait tout de même réussi à obtenir le plus important: une injonction temporaire interdisant la vente de VGS peu de temps après que le logiciel fut publié et alors que le portage Windows n'était pas encore fini. De plus, puisque les gens de Connectix ne savaient pas si l'injonction allait être renversée, ce n'était pas dans l'intérêt de l'entreprise de consacrer des ressources et du temps en vue d'améliorer le produit. Par conséquent le projet a traîné pendant plusieurs mois, et un grand nombre de fonctionnalités que Connectix voulait mettre en place n'est jamais arrivé. Finalement, la version Windows a été expédiée et ne reçu que quelques mises à jour, mais l'excitation (aussi bien de l'équipe que des utilisateurs) et la nouveauté du produit avait depuis longtemps disparu. Au bout du compte, Connectix et Sony réglèrent les choses à l'amiable.

## Conclusion
VGS a été extrêmement populaire (principalement sous Mac), car il coûtait moins de la moitié du prix d'une PlayStation et n'exigeait aucun matériel supplémentaire. VGS a ensuite été porté sous Microsoft Windows mais était un peu moins populaire sur ce système en raison de la concurrence avec d'autres émulateurs tels que Bleem!.